# Witalij Mandsyn
Witalij Ihorowytsch Mandsyn (ukrainisch Віталій Ігорович Мандзин, englisch Vitalii Mandzyn; * 5. April 2003 in Pidhajzi, Oblast Ternopil) ist ein ukrainischer Biathlet. Er gab 2022 sein Debüt im Weltcup.

## Sportliche Laufbahn
Witalij Mandsyn gab sein internationales Debüt bei den Olympischen Jugendspielen 2020 in Lausanne, wo er als Fünftplatzierter des Sprints eine Medaille um weniger als 20 Sekunden verpasste. Daraufhin nahm er an den Jugendweltmeisterschaften teil und wurde Siebter mit der Staffel sowie 17. im Verfolgungsrennen. Auch im Jahr darauf lief der Ukrainer bei der Jugend-WM, verpasste aber erneut die Top 10. Im Winter 2021/22 startete er im IBU-Junior-Cup und erzielte mit der Staffel einen Podestplatz, ohne nennenswerte Ergebnisse endeten hingegen die Junioreneuropameisterschaften. Seine erste Medaille im IBU-Bereich gewann Mandsyn bei den Juniorenbewerben im Rahmen der Sommerbiathlon-WM, im Verfolger musste er sich nur den Tschechen Tomáš Mikyska und Jonáš Mareček geschlagen geben. Sein Debüt im IBU-Cup in Idre Ende 2022 verlief mit den Rängen 25 und 31 durchaus erfolgreich, sodass der Ukrainer auf Anhieb für den Weltcup von Hochfilzen nominiert wurde und den dortigen Sprint mit vier Fehlern auf Rang 89 abschloss. Auf ein weiteres Podest im Juniorcup folgte im Saisonverlauf der Gewinn der Bronzemedaille mit Stepan Kinasch, Oleksandra Merkuschyna und Daryna Tschalyk bei den Junioreneuropameisterschaften 2023. Auch der Sommer 2023 verlief wieder erfolgreich, Mandsyn gewann bei den Sommerbiathlon-Juniorenweltmeisterschaften Silber im Sprint und Bronze im Verfolger. Außerdem belegte er zusammen mit Amy Dunkel beim Juniorenbewerb des City-Biathlon den zweiten Rang.
Im Winter 2023/24 startete Mandsyn zunächst im IBU-Cup und überzeugte mit fünf Top-20-Platzierungen, darunter auch ein achter Platz im Sprint von Sjusjøen, von vornherein. Nach dem Jahreswechsel wurde er ins Aufgebot für das Weltcupwochenende von Oberhof berufen und erzielte im Sprint trotz eines Schießfehlers als 31. erste Weltcuppunkte, was er mit Platz 39 in der Verfolgung bestätigen konnte. Seine erste Staffel schloss der Ukrainer an der Seite von Artem Pryma, Dmytro Pidrutschnyj und Anton Dudtschenko bei schwierigen Bedingungen als 13. ab. Bei den Europameisterschaften belegte er die Ränge 16 und 12 in Einzel und Sprint, auch die Juniorenweltmeisterschaften brachten mit Platz vier im Massenstart und der Silbermedaille mit der Herrenstaffel Erfolg. Zudem nahm er an der Junioren-EM teil und gewann, ebenfalls im Massenstart, hinter Matija Legović Silber. Im August 2024 startete er schließlich bei seinen letzten Sommerbiathlon-Juniorenweltmeisterschaften und gewann überzeugend in Sprint und Verfolgung die Goldmedaille.
In der Saison 2024/25 steigerte sich Mandsyn erneut. Er war von Anfang an Teil der Weltcupmannschaft und überraschte am ersten Wettkampfwochenende in Kontiolahti mit Rang vier im Einzel, wobei er am Schießstand komplett fehlerfrei blieb. Auch in den folgenden Wettkämpfen erreichte der Ukrainer konstant die Punkteränge, startete im Verlauf des ersten Trimesters in seinen ersten beiden Massenstarts und erreichte in Ruhpolding mit der Männerstaffel Platz sechs. Seine ersten Weltmeisterschaften endeten mit den Rängen 17 und 19 in Einzel und Verfolgung erfolgreich. Beim Wochenende in Nové Město erreichte Mandsyn an der Seite von Artem Tyschtschenko, Anton Dudtschenko und Dmytro Pidrutschnyj im Staffelrennen schließlich seinen ersten Podestplatz im Weltcup.

## Persönliches
Mandsyn studiert an der Westukrainischen Nationaluniversität in seiner Heimatstadt Ternopil.

## Statistiken

### Weltcupplatzierungen
Die Tabelle zeigt alle Platzierungen (je nach Austragungsjahr einschließlich Olympische Spiele und Weltmeisterschaften).
- 1.–3. Platz: Anzahl der Podiumsplatzierungen
- Top 10: Anzahl der Platzierungen unter den ersten zehn (einschließlich Podium)
- Punkteränge: Anzahl der Platzierungen innerhalb der Punkteränge (einschließlich Podium und Top 10)
- Starts: Anzahl gelaufener Rennen in der jeweiligen Disziplin
- Staffel: inklusive Mixed- und Single-Mixed-Staffeln

| Platzierung               | Einzel | Sprint | Verfolgung | Massenstart | Staffel | Gesamt |
| ------------------------- | ------ | ------ | ---------- | ----------- | ------- | ------ |
| 1. Platz                  |        |        |            |             |         |        |
| 2. Platz                  |        |        |            |             |         |        |
| 3. Platz                  |        |        |            |             | 1       | 1      |
| Top 10                    | 1      |        |            |             | 8       | 9      |
| Punkteränge               | 2      | 6      | 4          | 3           | 11      | 26     |
| Starts                    | 3      | 13     | 6          | 3           | 11      | 36     |
| Stand: Saisonende 2024/25 |        |        |            |             |         |        |

### Weltcupwertungen
Ergebnisse bei Weltcups (Disziplinen- und Gesamtweltcup) gemäß Punktesystem.
| Saison  | Einzel | Einzel | Sprint | Sprint | Verfolgung | Verfolgung | Massenstart | Massenstart | Gesamt | Gesamt |
| Saison  | Platz  | Punkte | Platz  | Punkte | Platz      | Punkte     | Platz       | Punkte      | Platz  | Punkte |
| ------- | ------ | ------ | ------ | ------ | ---------- | ---------- | ----------- | ----------- | ------ | ------ |
| 2023/24 | –      | –      | 60.    | 10     | 77.        | 2          | –           | –           | 76.    | 12     |
| 2024/25 | 20.    | 62     | 26.    | 87     | 39.        | 39         | 30.         | 42          | 31.    | 230    |

### Biathlon-Weltmeisterschaften
Ergebnisse bei den Weltmeisterschaften:
| Weltmeisterschaften | Weltmeisterschaften | Einzelwettbewerbe | Einzelwettbewerbe | Einzelwettbewerbe | Einzelwettbewerbe | Staffelwettbewerbe | Staffelwettbewerbe | Staffelwettbewerbe |
| Jahr                | Ort                 | Einzel            | Sprint            | Verfolgung        | Massenstart       | Herrenstaffel      | Mixedstaffel       | S.-M.-Staffel      |
| ------------------- | ------------------- | ----------------- | ----------------- | ----------------- | ----------------- | ------------------ | ------------------ | ------------------ |
| 2025                | Lenzerheide         | 17.               | 36.               | 19.               | 27.               | 8.                 | –                  | –                  |

### Jugend-/Juniorenweltmeisterschaften
Mandsyn nahm bis 2021 an den Jugend-, ab 2023 an den Juniorenwettkämpfen teil.
| Weltmeisterschaften | Weltmeisterschaften | Einzelwettbewerbe | Einzelwettbewerbe | Einzelwettbewerbe | Einzelwettbewerbe | Staffelwettbewerbe | Staffelwettbewerbe |
| Jahr                | Ort                 | Einzel            | Sprint            | Verfolgung        | Massenstart 60    | Herrenstaffel      | Mixedstaffel       |
| ------------------- | ------------------- | ----------------- | ----------------- | ----------------- | ----------------- | ------------------ | ------------------ |
| 2020                | Lenzerheide         | 24.               | 23.               | 17.               | nicht ausgetragen | 7.                 | nicht ausgetragen  |
| 2021                | Obertilliach        | 20.               | 20.               | 25.               | nicht ausgetragen | 10.                | nicht ausgetragen  |
| 2023                | Schtschutschinsk    | 50.               | 21.               | 17.               | nicht ausgetragen | 11.                | 9.                 |
| 2024                | Otepää              | 19.               | 10.               | N/A               | 4.                | 2.                 | 8.                 |